# Mount Signal Solar
Mount Signal Solar — фотоэлектрическая станция общей мощностью 206 МВт. Расположена в округе Импириал, штат Калифорния, США. Электростанция занимает участок площадью 8 квадратных километров. Строительство началось в 2012 году и было завершено в мае 2014 года. Стоимость проекта составила 365 миллионов долларов США.
Для производства электричества станция использует более 3 миллионов фотоэлектрических модулей. Фотоэлектрические модули в течение дня прослеживают положение Солнца, чтобы увеличить эффективность производства электричества. По состоянию на май 2014 является самой мощной фотоэлектрической станцией такой технологии.
Mount Signal Solar наряду с другими проектами возобновляемой энергии построена в рамках цели штата Калифорния — обеспечить получение 33 % потребляемой электроэнергии из возобновляемых источников к 2020 году.